# Kiyohiko Azuma
Kiyohiko Azuma (あずまきよひこ Azuma Kiyohiko, 東清彦 Azuma Kiyohiko) nació el 27 de mayo de 1968 en Takasago. Es un autor e ilustrador de manga japonés; en sus publicaciones usa el seudónimo de "Kiyohiko Azuma" (あずまきよひこ Azuma Kiyohiko), que se pronuncia exactamente igual a su nombre real, pero que se escribe distinto en el hiragana. También solía usar el seudónimo de Joji Jonokuchi (序ノ口譲二 Jonokuchi Jōji) cuando hacía hentai.
Su trabajo más conocido es Azumanga Daioh(あずまんが大王). Entre otros trabajos, se puede destacar un "doujinshi" de Tenchi Muyō!, actualmente; está publicando el manga, "Yotsuba!" (よつばと! Yotsuba to!)
El estilo de Kiyohiko en el dibujo es único y se encuentra desconectado del shōjo y el shōnen de los años 1990. Su trabajo original se desvía de las líneas estándares del manga, saliendo de la ciencia ficción y haciendo sus historias en el mundo real.
Ha sido condecorado con el "Gran Premio" en la 20º entrega del Premio Cultural Tezuka Osamu por el manga Yotsuba to!, premio compartido con su colega Kei Ichinoseki por su obra Hanagami Sharaku.

## Trabajos

### Mangas
- Inma no Ranbu (1997, Hentai)
- "Try! Try! Try!" (1998, 2001)
- Wallaby (1998 - 2000)
- Azumanga Daioh (1999 - 2002)
- Azumanga Ohdama (あずまんが大玉 Azumanga Ōdama?) (1999)
- Yotsuba to! (2003-Actualidad)

### Antologías
- Azumanga: Kiyohiko Azuma Anthology (あずまんが あずまきよひこ作品集 Azumanga: Azuma Kiyohiko Sakuhinshū?) (1998)
- Azumanga 2: Kiyohiko Azuma Anthology (あずまんが2 あずまきよひこ作品集 Azumanga 2: Azuma Kiyohiko Sakuhinshū?) (2001)
- Azumanga Recycle (あずまんがリサイクル Azumanga Risaikuru?) (2001)

### Diseño de personajes
- Mai Maino (舞野舞?), un personaje de Queen of Duelists: Sidestory α+ (クイーン・オブ・デュエリスト外伝α＋ Kuīn obu Dyuerisuto Gaiden α＋?) (videojuego, Hentai, 1994) *debut
- MILLION FEVER (videojuego, para adultos, 1994)
- Hikaru's Exchange (ひかるEXCHANGE Hikaru Exchange?) (videojuego, Hentai)
- Magical Play (anime, 2001–2002)

### Ilustraciones
- Leaf Fight TCG como uno de los principales pintores
- Aquarian Age TCG